# Voith-Arena
El Voith-Arena se ubica en Heidenheim an der Brenz, en el estado federado de Baden-Württemberg, Alemania. Su equipo titular es el 1. FC Heidenheim 1846, club que actualmente juega en la 1. Bundesliga.

## Historia

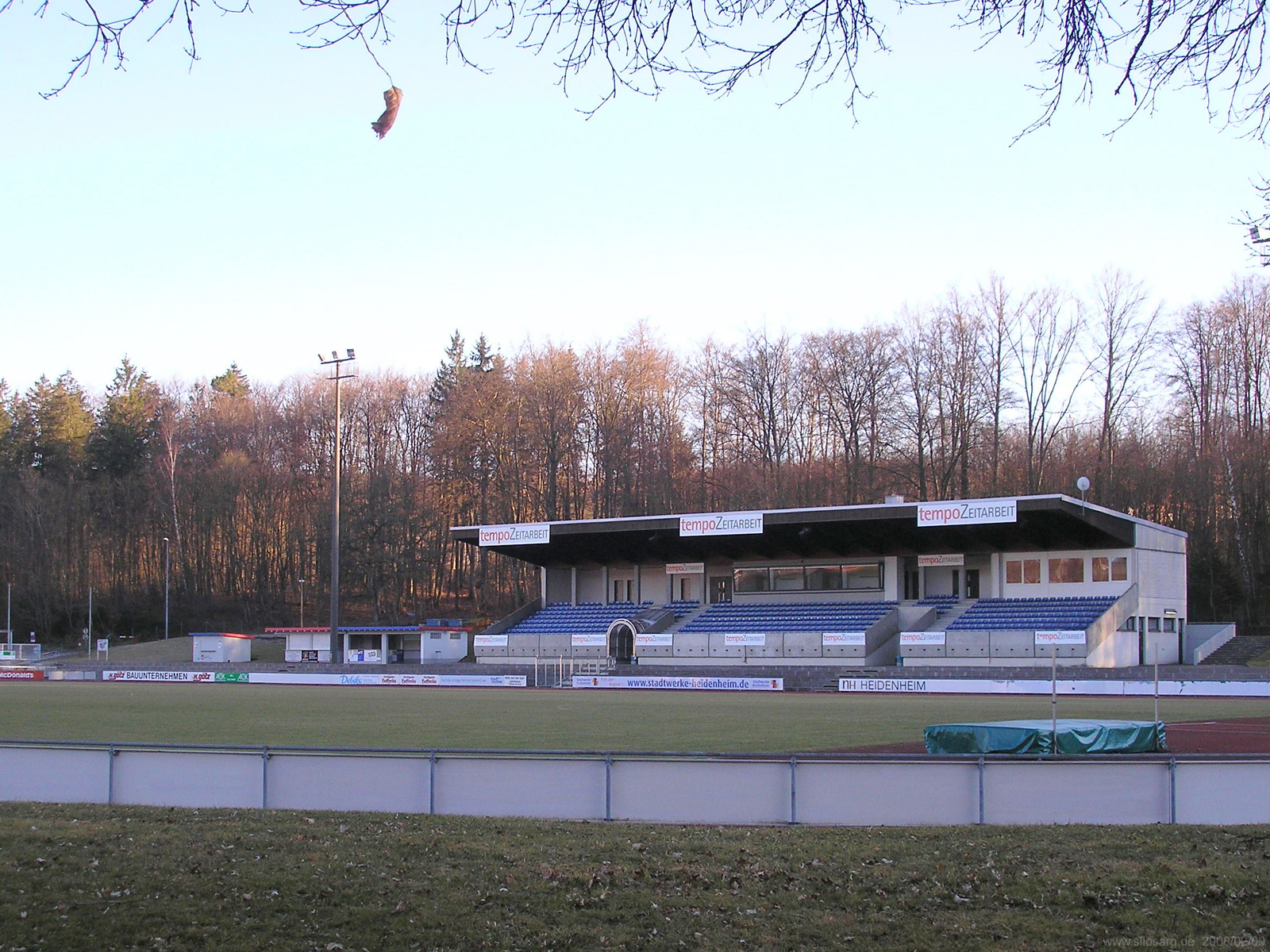
El Albstadion 2008 antes de la reconstrucción.

En 1970, la ciudad de Heidenheim decidió construir un estadio de fútbol y el atletismo en el Schlossberg. Un año más tarde, el Albstadion fue inaugurado. 1972 fue la Asociación Deportiva de Heidenheim (HSB) de su primer partido de fútbol en la Liga Amateur del Norte Württemberg, en Albstadion. Un año más tarde, se completó la primera tribuna asiento. Se decretó que el tiempo más de 700 asientos y ahora forma el núcleo de la base sur.
El Albstadion 2008 antes de la reconstrucción
Reconstrucción del Sur soporte de la Voith-Arena, Heidenheim.

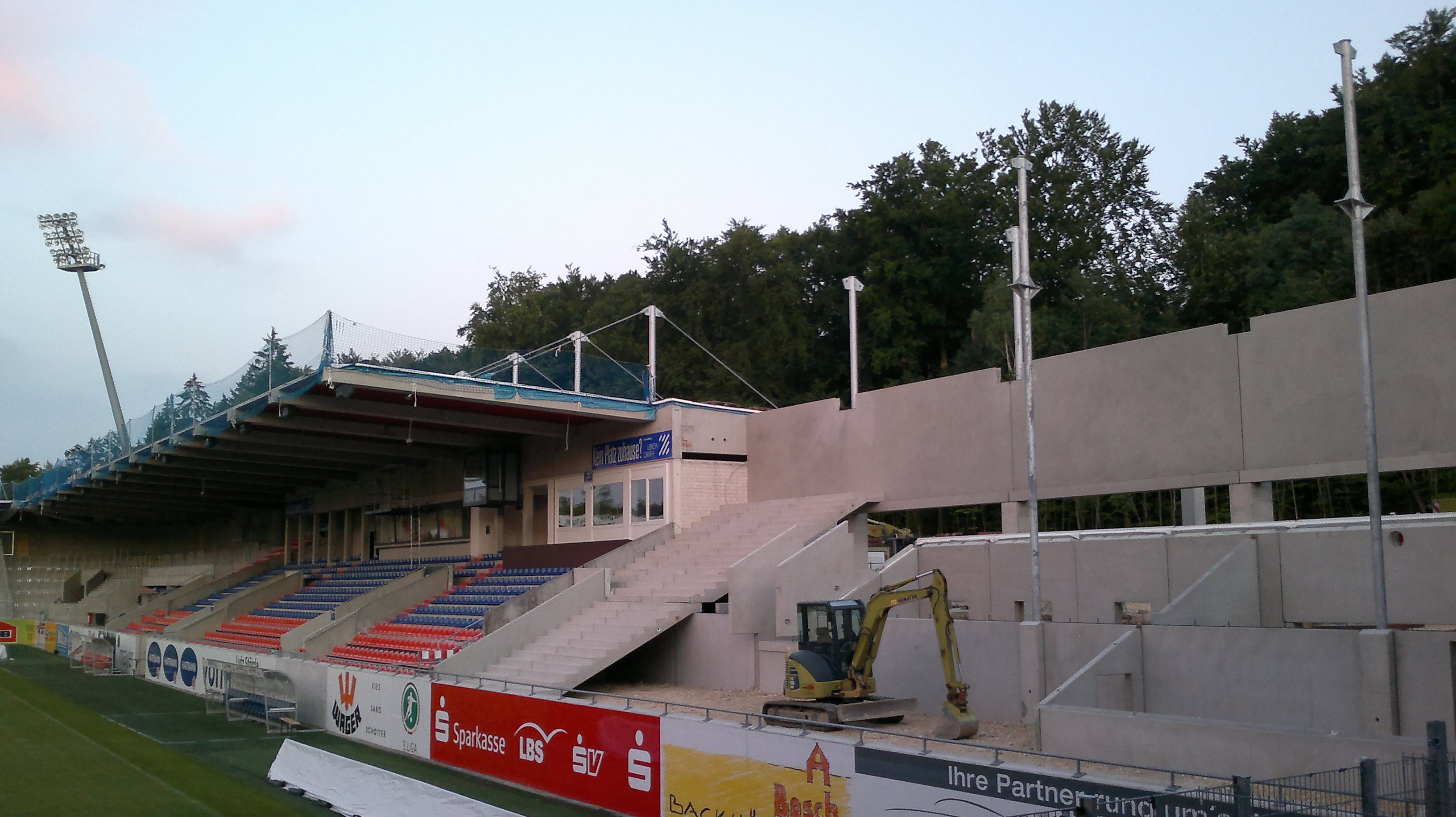
Ampliación del Sur soporte de la Voith-Arena, Heidenheim.
Sólo con el surgimiento de la primera FC Heidenheim en el regional, seguido de otros proyectos de construcción importantes. En el lado norte de Albstadions filas sólido pie se instalaron en las colinas de hierba existentes, que más tarde fueron utilizados para la construcción de Occidente y soporte Oriente. El 17 de febrero de 2009, el Consejo Heidenheimer decidió construir un nuevo estadio de fútbol en el sitio de la en los Albstadions tooths. Los planes originales para construir el estadio de orientación norte-sur, o para la construcción de un nuevo estadio, cerca de la autopista A7 en Seeberg fueron rechazadas debido a los altos costos. Después de que el plan de conversión prevista inicialmente para una capacidad de 8.000 espectadores, fue cambiado después de la subida de la primera FC Heidenheim en el 3. Liga, ya que la DFB prescribe una capacidad mínima de 10.000 espectadores aquí. Los costos de la conversión, lo que aumenta a alrededor de € 14,1 millones. Esto fue en su mayor parte, la ciudad de Heidenheim, que también sigue siendo propietaria del estadio, y la FCH como el usuario principal.
Los costos de la conversión, lo que aumenta a alrededor de € 14,1 millones. Esto fue en su mayor parte, la ciudad de Heidenheim, que también sigue siendo propietaria del estadio, y la FCH como el usuario principal. La reconstrucción comenzó un día después del último partido de la temporada ante el 1. FC Nürnberg II en junio de 2009. Ya en el primer partido en casa de la temporada 2009/10 contra el Wuppertaler SV se celebró en Heidenheim nuevo. Los derechos de nombre para el nuevo estadio habían adquirido inicialmente la empresa inmobiliaria GAGFAH. Así, el estadio durante aproximadamente un año y medio año llevaban el nombre GAGFAH Arena. Al partido en casa ante el Dinamo de Dresde el 30 de abril de 2010, el muro de vídeo de gran tamaño 6 x 4 metros se puso en funcionamiento. Ella proviene de la antigua Tivoli Aquisgrán y se encuentra en la esquina de soporte Occidental y del Sur. La inauguración oficial de la Voith-Arena fue el 4 de septiembre de 2010 por un partido amistoso de 1. FC Heidenheim contra la primera división VfB Stuttgart (Resultado 2: 3). La primera transmisión en vivo desde la Voith-Arena fue el 2: 0 victoria del equipo nacional el alemán U-20 de los hombres el 7 de octubre de 2010 contra Suiza. En el partido en casa contra el VfR Aalen 19 de marzo de 2011, el estadio estaba lleno con 10.000 espectadores por primera vez entonces. El 24 de febrero de 2011, el nombre del estadio de Voith-Arena fue cambiado después de la firma local de ingeniería Voith GmbH adquirió los derechos del nombre para los próximos diez años. A finales de 2013, de la Grada Sur del estadio se amplió y las dos curvas adyacentes cerrado , Mientras tanto, el estadio tiene 13.000 espectadores. En la explanada de la zona oriental de pie un Stadiongaststatte y Fanartikel- y los boletos se establecieron las ventas. Detrás de la esquina sureste se aloja, desde julio de 2014, un centro de formación de los jóvenes. 

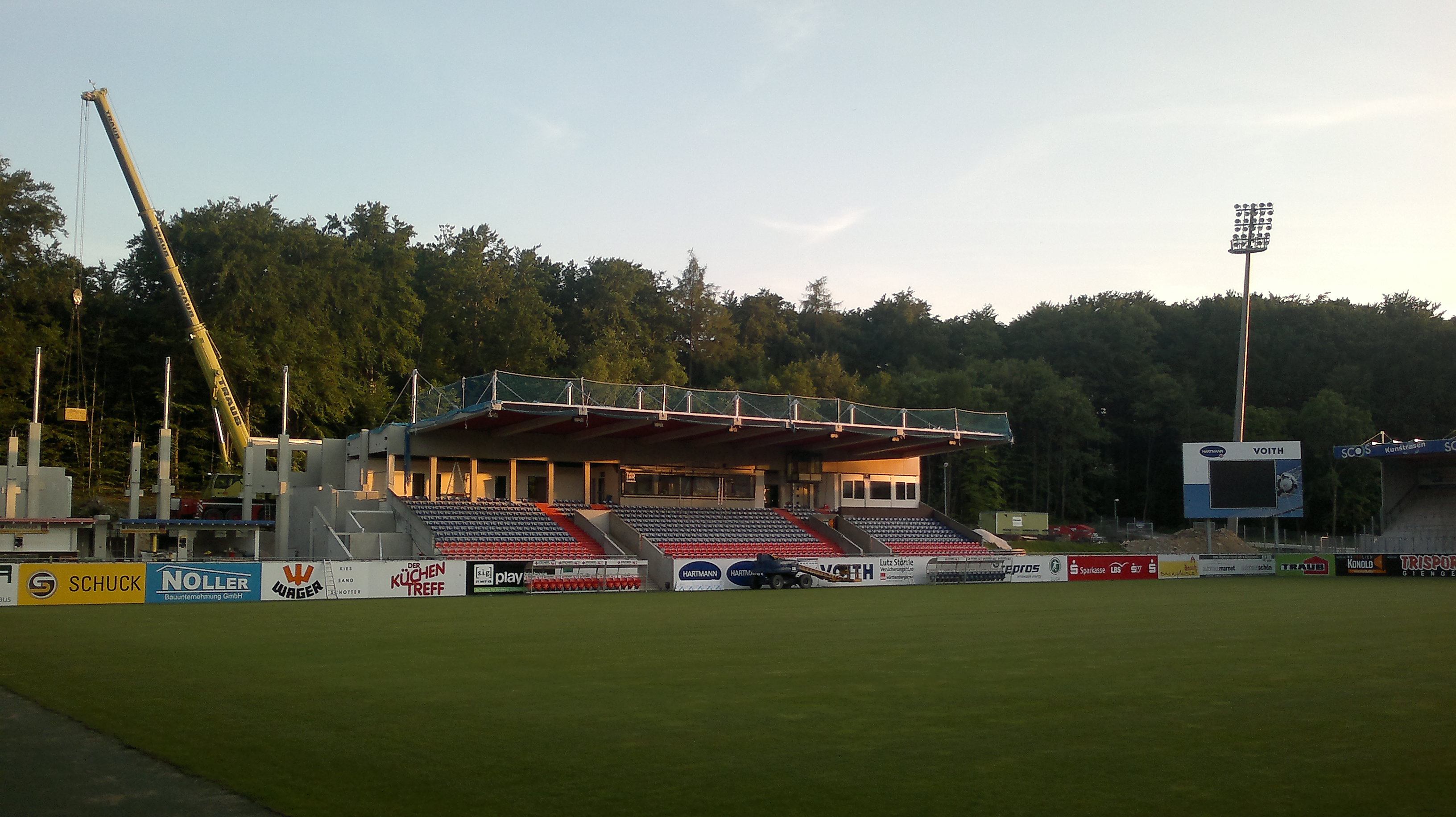
Reconstrucción del soporte Sur de la Voith-Arena, Heidenheim.

Como mismo nombre actuaron el patrocinador principal de la segunda división, el Paul Hartmann AG. El 26 de julio de 2014, el centro de formación de jóvenes fue inaugurado en el transcurso de un partido de prueba contra el VfB Stuttgart. El costo total de los proyectos de expansión ascendió a aproximadamente 6,5 millones de euros, de los cuales la ciudad de Heidenheim aportó 3,6 millones. El resto fue cubierto por el club y patrocinadores. Debido a la subida de la 2. Bundesliga, el estadio tuvo que mayo de 2015 tener 15.000 asientos de espectadores, según DFL. En esta condición, el DFL ligada a la concesión de la segunda licencia división para 1. FC Heidenheim. Con este fin, se construyeron las dos esquinas entre las tribunas en el norte y el este y tribuna oeste. El 29 de julio de 2014, el consejo de Heidenheim aprobó una donación a la ampliación del estadio por un monto de 2,5 millones de euros. Adicionales € 2.000.000 contribuyeron al propio club. Para igualar ante el FC Ingolstadt el 10 de abril de 2015 para la primera vez que estaban todos los 15.000 asientos disponibles.

## Capacidad del estadio
La tribuna es el hogar del club de negocios FCH con 1.000 asientos y 17 cajas. También en este caso, la oficina de la asociación, así como la oficina de eventos de Voith-Arena están alojados. En la entrada al club de negocios, cientos de nombres de los donantes encontrarán una acción de bloqueo. En el Voith-Arena se llevará a cabo a unos 25 partidos por año, más de 100 eventos corporativos y privados, y los circuitos del estadio, además.
Punto de referencia del estadio son los mástiles reflector distintivos que sobresalen diagonalmente a través del campo. El campo de juego está provisto de una calefacción de suelo. También se ofrecen cerca de los asientos de los espectadores al terreno de juego, que son más de siete metros de distancia desde la barrera, y las gradas muy inclinado.
Durante la construcción de la Arena, el objetivo era construir el primer estadio neutral de energía en el fútbol profesional alemán. Con este fin, los colectores solares se montan en todos los techos de las tribunas y crearon un estanque de almacenamiento de agua de lluvia para riego de césped detrás del West Stand.
Por encima del estadio un total de cuatro campos de entrenamiento del club, dos de los cuales son de césped artificial, una de ellas con calefacción de suelo. En este campo de césped artificial, la primera y en la actualidad el único llamado sistema de lanzamiento de vuelta en Alemania se ha instalado. Aquí, el tiro a la pelota muro de hormigón regresa a diferentes velocidades y trayectorias, y llama a los shooters reacciones rápidas, con un efecto muy alta capacitación. Los 42 metros de largo instalación fue diseñada y construida por el Scos GmbH.

## Panorámica

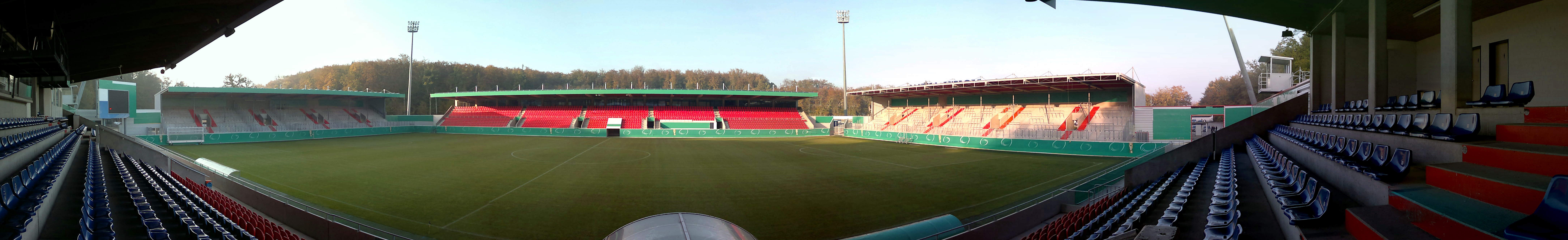
Vista panorámica del Voith-Arena